# Calàbria de bec pàl·lid
La calàbria de bec pàl·lid (Gavia adamsii) és la major de les calàbries, que són espècies del gènere Gavia, a la família dels gàvids (Gaviidae). No se n'han descrit subespècies. És una mica més grossa que la calàbria grossa, amb qui de vegades es confon.

## Morfologia
- Fa 77-90 cm de llargària, amb una envergadura de 135 - 150 cm.
- Els adults en època de cria tenen el cap negre, ventre blanc i esquena com i fos un tauler d'escacs blanc i negre. Els ulls són de color vermell. Molt semblant a la calàbria grossa es diferencia pel bec groc i no negre, i una mica corbat cap amunt.
- Fora de l'època nupcial el plomatge és menys contrastat i de color marró. Les galtes i la gola es tornen més pàl·lides, i el pas entre la zona clara i la fosca és gradual (a diferència del plomatge internupcial de la calàbria grossa). El bec es torna més pàl·lid, de color blanc groguenc i els ulls més bruns.
- Els joves durant el primer hivern s'assemblen a l'adult fora de l'època nupcial, però les plomes d'esquena presenten unes vires pàl·lides que li donen a l'au un aspecte escamós.

## Alimentació
Com totes les calàbries, aquesta espècie captura les seves preses sota l'aigua i s'alimenta principalment de peixos, però també d'invertebrats aquàtics.

## Hàbits
Vola amb el coll estirat i generalment neda amb el bec una mica aixecat.
En hivern és una au prou silenciosa. El seu crit és com un miol, o una queixa, semblant a la de la calàbria grossa però més aguda. Alguns crits de vegades semblen rialles.
Té un comportament molt territorial: les parelles defensen el seu territori, no sols contra la resta d'espècies de calàbries, sinó també contra espècies d'ànec.

## Reproducció
Tots dos pares tenen cura de la incubació i alimentació dels petits.

## Hàbitat i distribució
Nia a la tundra àrtica (Rússia, Alaska i el Canadà), al llarg de llacs i rius tranquils.
Passa l'hivern al mar, sobretot davant les costes de Noruega i l'oest del Canadà, però a vegades és possible veure-ho en grans llacs interiors o al Mar Bàltic.
És un ocell migratori que arriba a les zones de reproducció abans de la fusió completa del gel. A continuació s'introdueix en l'aigua oberta, però no dubten en cabussar-se'n sota el gel a la recerca de llurs preses.